# 秋葉のクロマツ

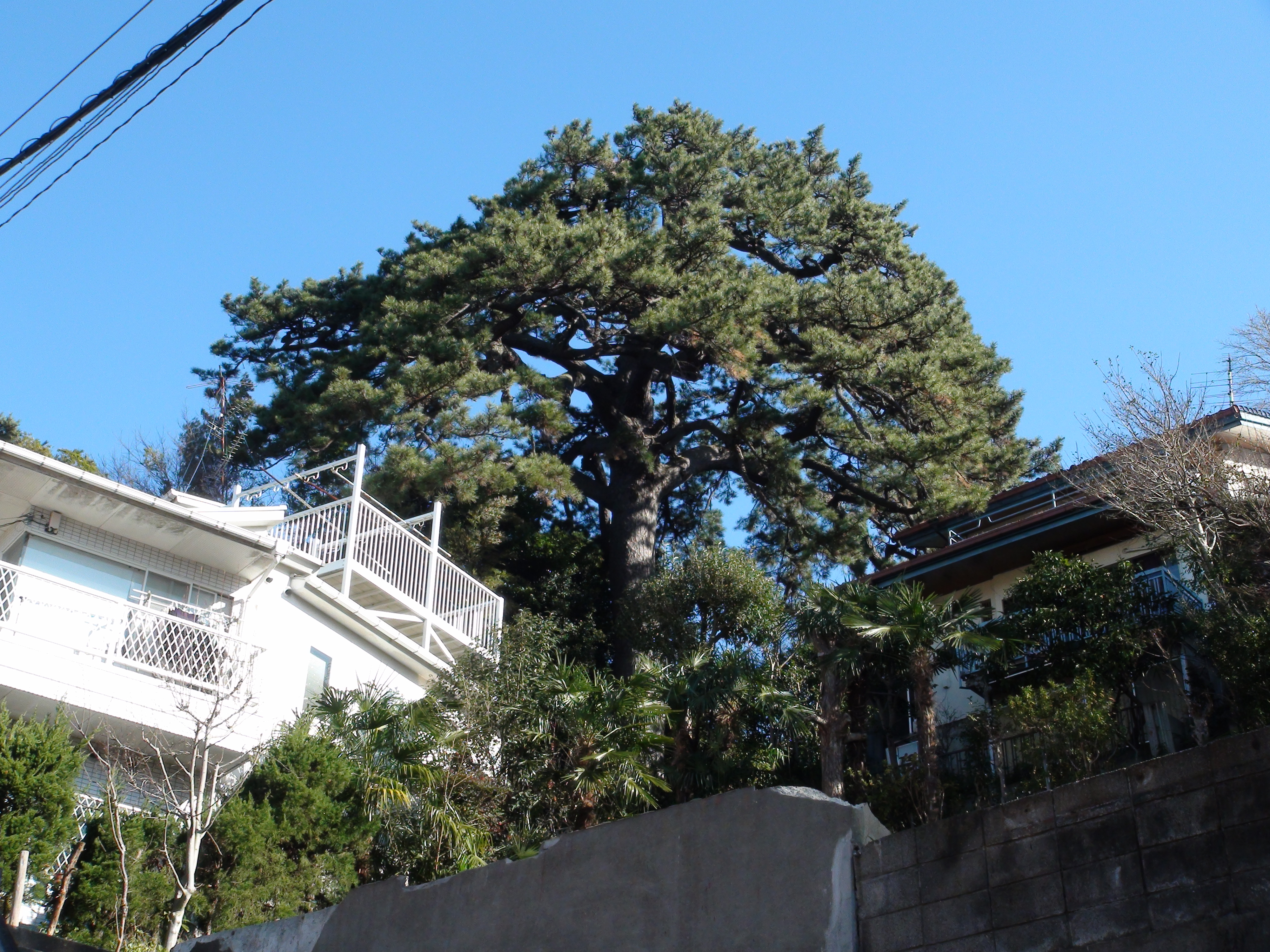
秋葉のクロマツ（南西側より撮影）2016年1月24日撮影。

秋葉のクロマツ（あきばのクロマツ）は、東京都大田区田園調布五丁目に生育するクロマツの巨木である。推定の樹齢は約300年といわれ、多摩川近くの台地上に生育していることから遠くからもよく目立つ木である。この木は、1963年（昭和38年）に東京都の天然記念物に指定された。

## 由来

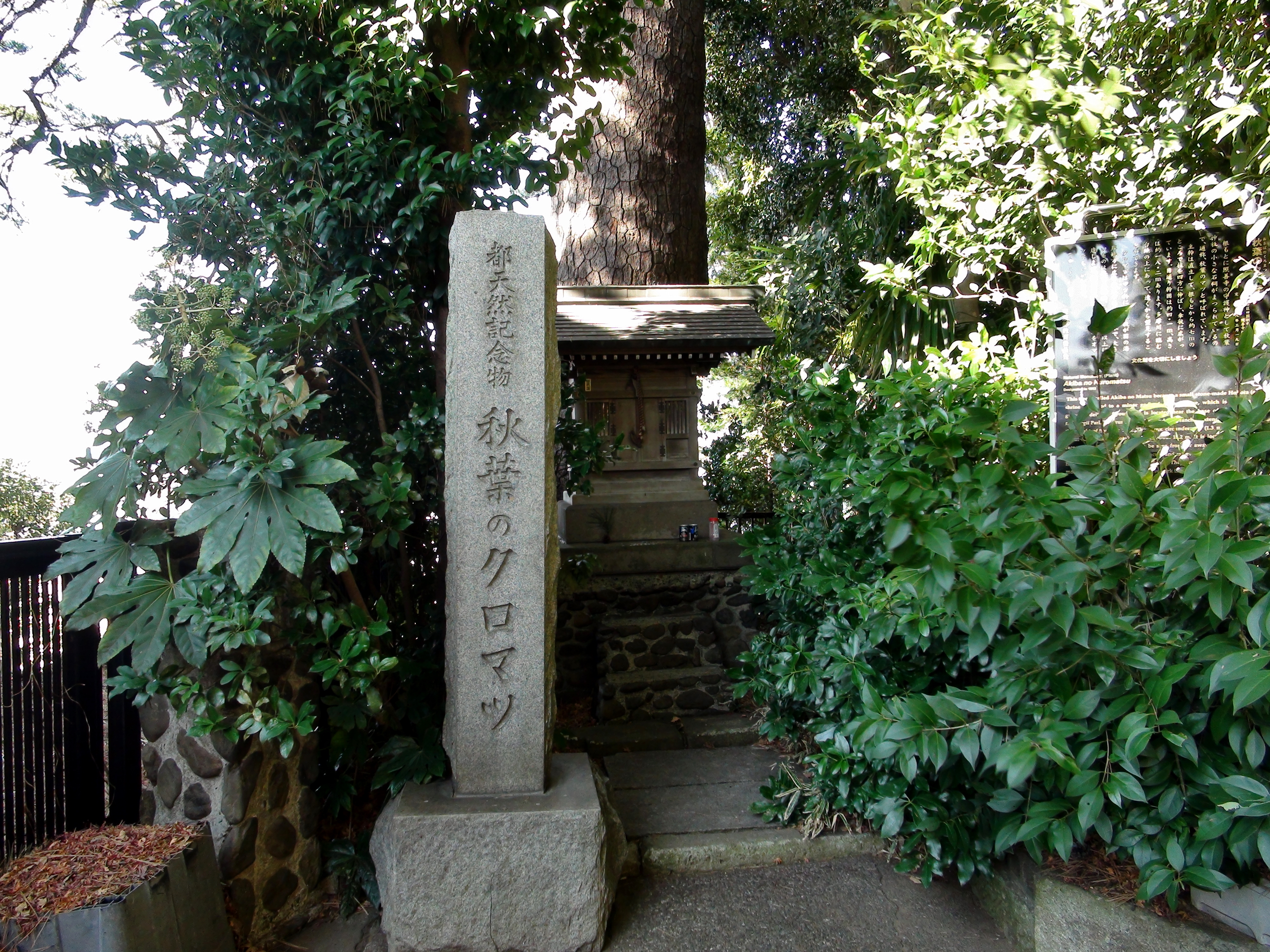
東京都天然記念物石碑と根元の祠

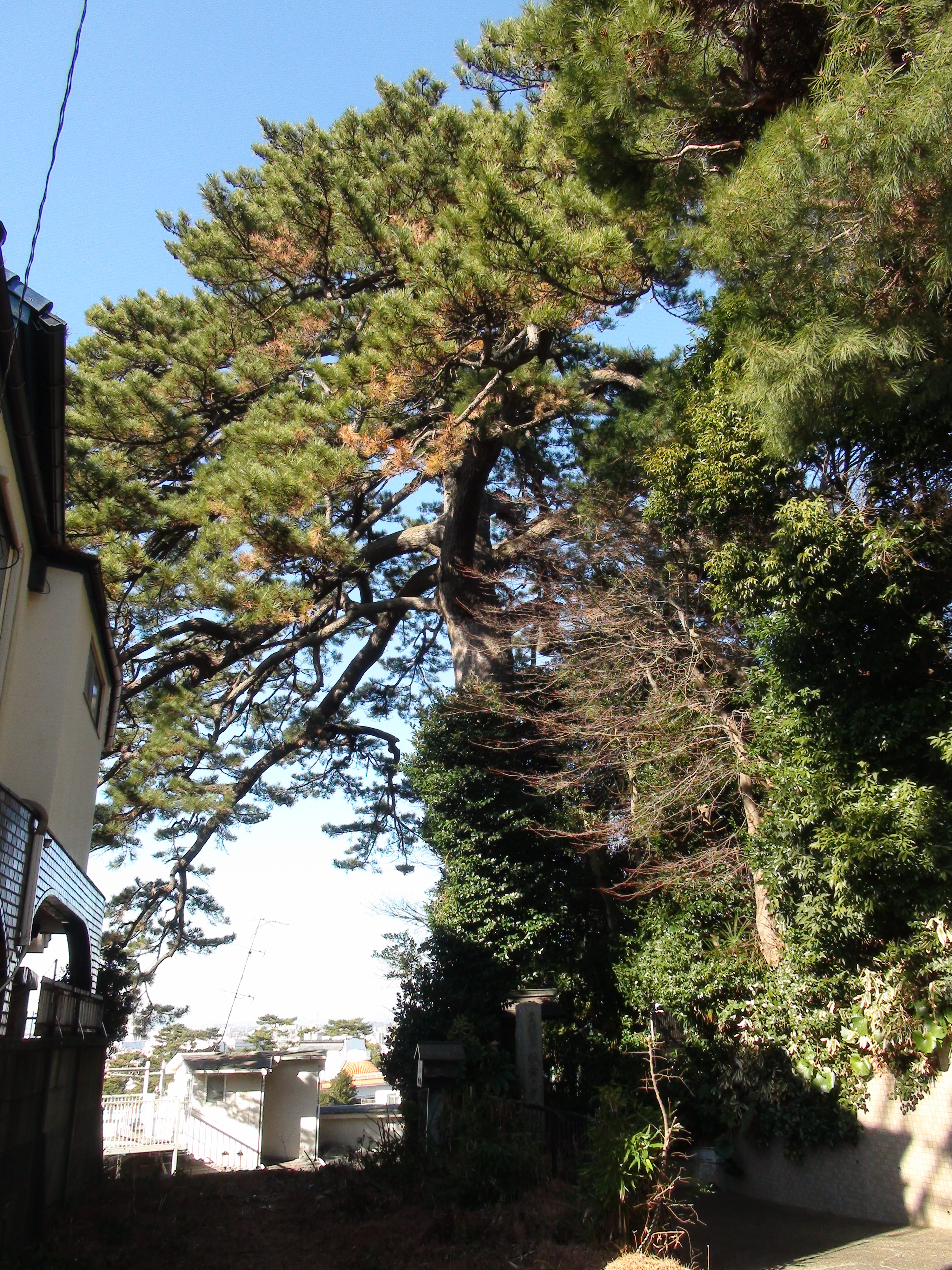
東側より撮影

丸子川近くの照善寺（東京都大田区田園調布五丁目30番7号）東側の坂道（馬坂）を北に約200メートル登ると、右手側に大きなマツの老木がある。この木が秋葉のクロマツで、推定の樹齢は約300年といわれる。樹高は約17メートル、幹回りは約4メートルあり、主幹は直立している。主幹は地上から7メートル付近で四方に大きく枝を広げ
、傘状の樹形を見せる。樹高こそさほどではないが多摩川近くの台地上（武蔵野台地の最南端にあたる）に生育していることから、遠くからもよく目立つ木である。
この木が生育している場所は、照善寺の所有地内であった。照善寺は山号を「常光山」、院号を「無量光院」といい、1586年（天正14年）にこの地にできた草庵をもとに、1639年（寛永16年）に相蓮社廣誉全公が開山となって創建した寺院で浄土宗に属する。木の根元に秋葉神社の小さな祠（照善寺の守護神にあたる）が存在するため、「秋葉のマツ」あるいは「秋葉のクロマツ」の通称で呼ばれるようになったと伝わる。
秋葉のクロマツは、1963年（昭和38年）3月19日に東京都の天然記念物に指定された。東京都が1986年（昭和61年）2月に実施した調査では樹勢旺盛で枝の成長もよく、近くの建造物の上まで伸びていた。ただし風折れのおそれもあったため、整枝を実施して地下部分の根との釣り合いをとった。しかし残った枝が翌月の降雪によって冠雪して折れたため、再度折れた枝を根元で切り戻したという。
この木は、東京都内において江戸川区の「影向のマツ」（国の天然記念物）に次ぐマツの巨木でもある。東京都の天然記念物に指定されたマツの中では、2015年（平成27年）の時点でこの木が唯一残っている。なお、「日本の名松100選」では影向のマツ、皇居外苑のクロマツ (千代田区)とともに東京都から選定されている。

## 交通アクセス
所在地
- 東京都大田区田園調布五丁目3番19号[1][3]

交通
- 東京急行電鉄東横線・目黒線田園調布駅から徒歩約10-20分[1][4][2]。